# 2006 en rugby à XV
Cette page présente les faits marquants de l'année 2006 en rugby à XV : les principales compétitions et évènements liés au rugby à XV et rugby à sept ainsi que les décès de grandes personnalités de ces sports.

## Principales compétitions
- Saison 2006 de Super 14
- Championnat de France de rugby à XV 2005-2006
- Championnat d'Angleterre de rugby à XV 2005-2006
- Championnat de France de rugby à XV 2006-2007
- Championnat d'Angleterre de rugby à XV 2006-2007

## Janvier
- 6 et 7 janvier : 14e journée du Top 14

| Stade français | 36 - 24 | Narbonne    |
| Agen           | 33 - 14 | Perpignan   |
| Castres        | 52 - 28 | Montpellier |
| Bourgoin       | 19 - 14 | Brive       |
| Toulouse       | 13 - 19 | Bayonne     |
| Montferrand    | 27 - 13 | Pau         |
| Biarritz       | 57 - 12 | Toulon      |

- 13, 14, 15 janvier : 5e journée de la Coupe d'Europe de rugby
  - Castres olympique 35-3 Munster
  - Ulster 8-24 Biarritz olympique
  - Bourgoin 9-22 Bath
  - Cardiff Blues 3-21 USA Perpignan
  - Stade toulousain 19-13 London Wasps
  - Neath-Swansea Ospreys 26-12 ASM Clermont Auvergne
  - Édimbourg 33-32 Llanelli Scarlets
  - Leinster Rugby 46-22 Glasgow Rugby
  - Rugby Calvisano - Leeds Tykes
  - Saracens 35-30 Benetton Rugby Trévise
  - Sale Sharks 30-10 Newport
  - Leicester Tigers 29-22 Stade français
    - Biarritz gagne en Irlande (8-24), Bourgoin et Castres sont éliminés. Jolie performance de Perpignan et le Stade toulousain assure l'essentiel en gagnant pour la première fois en quatre rencontres les Wasps… Ca devient compliqué pour le Stade français.
- L'ancien capitaine du XV d'Angleterre, Lawrence Dallaglio, fait son retour dans le groupe des 36 joueurs convoqués dans le cadre du Tournoi des VI Nations.
- 20, 21, 22 janvier : 6e journée de la Coupe d'Europe de rugby 2005-2006
  - ASM Clermont Auvergne 27-40 Leicester Tigers
  - Stade français Paris 45-10 Neath-Swansea Ospreys
  - Llanelli Scarlets 42-49 Stade toulousain
  - London Wasps 53-17 Édimbourg
  - Benetton Rugby Trévise 26-43 Ulster
  - Biarritz olympique 43-13 Saracens
  - Munster 31-9 Sale Sharks
  - Newport 28-17 Castres olympique
  - USA Perpignan 45-0 Rugby Calvisano
  - Leeds Tykes 48-3 Cardiff Blues
  - Bath 23-35 Leinster
  - Glasgow Rugby 50-35 Bourgoin
    - Le Stade français est éliminé !!! Et sans regret car le Leinster a brillé à Bath 23-35, Leeds Tykes ne bénéficiera pas d'une qualification acquise sur tapis vert.
    - Perpignan est qualifié mais jouera à l'extérieur… Mission remplie pour le Biarritz olympique et le Stade toulousain… Leurs supporters et leurs trésoriers se régaleront : quart à domicile, ce qui renforcent leurs chances d'accéder à une demi-finale, leurs ambitions "cachées" étant encore plus grandes…
    - Les qualifiés : Stade toulousain | Biarritz olympique | Leicester Tigers | Munster | USA Perpignan | Bath | Sale Sharks | Leinster
    - 3 clubs français, 3 anglais, 2 provinces irlandaises : classique et révélateur du haut niveau européen en club…
    - Programme des quarts de finale :
      - Toulouse (1) - Leinster (IRL/8)
      - Biarritz (2) - Sale (ANG/7)
      - Leicester (ANG/3) - Bath (ANG/6)
      - Munster (IRL/4) - Perpignan (5)

## Février
- 1er février : Décès de Guy Basquet. Guy Basquet a quitté le monde du rugby mercredi matin 1er février 2006. Il avait 84 ans, il avait été capitaine de l'équipe de France de rugby à XV, il comptait 33 capes acquises dans les années 1940-1950; l'ancien troisième ligne, avait occupé ensuite des fonctions dirigeantes au SU Agen et aussi au sein des instances nationales[1].
- Les 4 et 5 février a eu lieu la première journée du tournoi des six nations 2006 :
  - Irlande 26 - 16 Italie
  - Angleterre 47 - 13 Galles
  - Écosse 20 - 16 France
    - Brillante prestation anglaise… Solides matches des italiens et des écossais… Débuts décevants de la France, rappel des anciens pour le deuxième match…
- Le 11 février 2006 a eu lieu la deuxième journée du tournoi des six nations 2006 :
  - France 43 - 31 Irlande.
  - Italie 16-31 Angleterre. Les Italiens confirment face à une très bonne équipe anglaise. Avec des avants, qui déjà par le passé, étaient satisfaisants… Avec une défense de fer (et non pas une somme d'individualités offrant trop de pénalités et des espaces à l'adversaire), l'Italie est un adversaire à la hauteur du tournoi. Une confirmation est attendue pour les prochains matchs… L'Angleterre devrait gagner le tournoi, aujourd'hui, c'est la plus forte des six nations…
  - Pays de Galles 28-18 Écosse. Les Gallois ont dominé la première mi-temps et mènent 14 à 6 à la fin de la première période. L'Écosse joue à 14 après l'expulsion de Scott Murray à la 22e minute. Les Gallois reviennent sur la pelouse plus motivés que les Écossais et en profitent pour marquer deux essais et dominer le match. Il faudra à la fin du match un sursaut d'orgueil des Écossais pour marquer deux essais et ainsi " sauver l'honneur ". Il faut retenir de ce match le réalisme du buteur gallois Stephen Jones avec ses 4 transformations. L'Écosse n'a pas su jouer comme la semaine précédente contre les Français.
- Le 25 février 2006 ont eu lieu deux rencontres de la troisième journée du tournoi des six nations 2006 :
  - France 37-12 Italie. Victoire des Français grâce à cinq essais marqués et une deuxième période convaincante.
  - Écosse 18-12 Angleterre. Première victoire des Écossais contre les Anglais depuis six ans. Le Grand Chelem ne sera pas réalisé cette année.
- Le 26 février 2006 a eu lieu la dernière rencontre de la troisième journée du tournoi des six nations 2006 :
  - Irlande 31-5 Pays de Galles. Facile victoire des irlandais contre des gallois qui sont très loin de leur niveau de 2005, année de leur dernier Grand Chelem.
- Le 26 février 2006 à Saint-Jean-de-Luz a eu lieu l'une des rencontres de la troisième journée du Tournoi des six nations féminin 2006 :
  - équipe de France de rugby à XV féminin 38-0 équipe d'Espagne de rugby à XV féminin. Finale dans treize jours contre l'Angleterre ?

## Mars
- 3 mars, Top 14 :
  - Montferrand - USAP : 15-20
- 4 mars, Top 14 :
  - Castres - Agen : 19-26
  - Stade toulousain - Toulon : 53-0
  - Pau - Brive : 16-15
  - Bourgoin - Narbonne : 35-13
  - Bayonne - Montpellier : 44-14
  - Stade français - Biarritz : 21-16
    - À noter que le record de spectateurs pour un match de rugby en France a été battu à l'occasion du match Stade français -Biarritz, avec 79 604 spectateurs. Le rugby attire du monde ! Rupeni Caucaunibuca repasse en tête des réalisateurs d'essais.
- Le 11 mars 2006 a eu lieu la quatrième journée du tournoi des six nations 2006 :
  - Galles 18-18 Italie. C'est le match le moins abouti des Italiens et pourtant ! Belle performance finalement des Italiens, qui sont allés chercher le match nul (18-18) à Cardiff face à des Gallois qui ont été maladroits en première mi-temps et pas bons en deuxième : ce sont décidément des fantômes des vainqueurs de l'an dernier !
  - Irlande - Écosse. Dernier match à Lansdowne Road… Les Irlandais ont, dans un rugby sans génie, stéréotypé et triste, préservé leurs chances en l'emportant 15-9.
- Tournoi des six nations féminin 2006
  - 11 mars : France - Angleterre
  - 12 mars : dernier match de la quatrième journée du tournoi des six nations 2006 :
    - France 31-6 Angleterre. Le XV de France a joué sérieux, agressif, concentré, un rugby très solide : victoire de prestige, 31-6.
- 17 et 18 mars, 19e journée du Top 14 :
  - Brive - Stade français : 22-28
  - USAP - Stade toulousain : 15-13
  - Agen - Montferrand : 42-3
  - Narbonne - Bayonne : 27-15
  - Biarritz - Castres : 18-14
  - Toulon - Bourgoin : 6-15
  - Montpellier - Pau : 41-36
  - Le Top 14 s'offre, lui aussi un "Super-samedi" truffé d'affiches décisives à chaque étage du championnat.
  - L'USAP l'emporte difficilement, Agen cartonne et Montpellier-Pau a donné lieu à un festival offensif (sept essais 4-3) qui condamne presque les Palois dans la course au maintien.
- 18 mars : dernière journée du tournoi des six nations 2006 :
  - Le 18 mars : Italie 10 - 13 Écosse
  - Le 18 mars : Galles 16 - 21 France
  - Le 18 mars : Angleterre 24 - 28 Irlande
    - 3 victoires à l'extérieur et trois fois le suspense a duré jusqu'au bout… Si la France gagne, son match n'a pas été convaincant…
- 24 et 25 mars, 20e journée du Top 14 :
  - Stade toulousain - Agen 19-7
  - Bourgoin - USAP : 15-18
  - Montferrand - Biarritz : 6-16
  - Pau - Narbonne : 28-24
  - Castres - Stade français : 10-11
  - Bayonne - Toulon : 43-16
  - Montpellier - Brive : 24-13
- 25 mars, Finale Benecup :  Boitsfort RC -  Castricumse RC 8 - 7

## Avril

### Coupe d'Europe de rugby: quarts de finale
- 1er avril
  - Leicester - Bath : 12-15
  - Toulouse - Leinster : 35-41
  - Munster - Perpignan : 19-10
- 2 avril
  - Biarritz - Sale : 11-6

### Top 14

#### 21ejournée
- Vendredi 7 avril 2006
  - Stade français - Montferrand : 28-15
- Samedi 8 avril 2006
  - USAP - Bayonne : 54-13
  - Agen - Bourgoin : 24-20
  - Narbonne - Montpellier : 19-15
  - Biarritz - Stade toulousain : 29-20
  - Toulon - Pau : 16-20
  - Brive - Castres : 23-18

#### 22ejournée
- Vendredi 14 avril 2006
  - Bourgoin - Biarritz : 36-22
- Samedi 15 avril 2006
  - Montferrand - Castres : 28-26
  - Pau - USAP : 15-12
  - Narbonne - Brive : 32-22
  - Bayonne - Agen : 19-25
  - Montpellier - Toulon : 65-0
  - Stade toulousain - Stade français : 15-0

### Coupe d'Europe de rugby: demi-finales
- 22 avril
  - Biarritz - Bath : 18-9
- 23 avril
  - Leinster - Munster : 6-30

La finale opposera le Biarritz olympique au Munster, à Cardiff.

### Top 14

#### 23ejournée
- Vendredi 28 avril 2006
  - Castres - Stade toulousain : 24-44
- Samedi 29 avril 2006
  - Stade français - Bourgoin : 33-7
  - Biarritz - Bayonne : 53-7
  - USAP - Montpellier 42-20
  - Agen - Pau 22-11
  - Toulon - Narbonne 33-9
  - Brive - Montferrand 29-14

## Mai
- Mourad Boudjellal devient président du Rugby club toulonnais.
- Jeudi 25 mai

 Boitsfort RC gagne la Coupe de Belgique en battant l'ASUB Waterloo 11 à 3

### Top 14

#### 24ejournée
- Vendredi 5 mai 2006
  - Bourgoin -Castres : 23-24
- Samedi 6 mai 2006
  - Pau - Biarritz : 26-20
  - Narbonne - USAP : 25-13
  - Toulon - Brive : 13-20
  - Bayonne - Stade français : 28-11
  - Montpellier - Agen : 44-19
- Dimanche 7 mai 2006
  - Stade toulousain - Montferrand : 26-11

#### 25ejournée
- Samedi 13 mai 2006 à 18h30
  - Agen Narbonne
  - Biarritz Montpellier
  - Castres Bayonne
  - Clermont Bourgoin
  - Perpignan Toulon
  - Stade Français Pau
  - Toulouse Brive

### Pro D2 2005-2006
- Semedi 20 mai 2006
  - Montauban est sacré champion de France de Pro D2 est monte en TOP 14

### Finale de laCoupe d'Europe de rugby
- 20 mai 2006
  - Biarritz olympique - Munster : 19-23

Stade Millenium Stadium, Cardiff

### Finale duChallenge européen 2005-2006
- Dimanche 21 mai 2006

Gloucester  Angleterre 34-31 London Irish  Angleterre

### Finale duSuper 14
- Samedi 27 mai 2006
Crusaders 19-12 Hurricanes

### Sale,Champion d'Angleterre
Le club de Sale est devenu samedi champion d'Angleterre de rugby. Les hommes de Philippe Saint-André se sont imposés en finale de la Premiership à Twickenham en battant les Tigres de Leicester 45 à 20.

### Top 14
- Samedi 27 mai 2006
  - Bayonne 19-24 Clermont
  - Bourgoin 12-37 Toulouse
  - Brive 14-42 Perpignan
  - Montpellier 17-43 Stade Français
  - Narbonne 12-34 Biarritz
  - Pau 25-27 Castres
  - Toulon 21-50 Agen
  - Top 14: L'Aviron bayonnais a tremblé jusqu'au bout. Battus par Clermont (19-24), les Bayonnais ont dû attendre le résultat de Pau qui a finalement perdu contre Castres (24-25) et qui passe tout près du point de bonus offensif avec trois essais inscrits. À un essai près, Pau descend donc en Pro D2 tandis que l'Aviron reste en Top 14.

### Pro D2 2005-2006
- Dimanche 28 mai 2006
  - demi-finales d'accession au Top 14
- Albi - Bézier 25-20
- Dax - Auch 28-27

### Finale de laCoupe Ibérique
- Les Espagnols de l'UE Santboiana l'emportent 26-20 face aux Portugais du GD Direito, glanant ainsi leur troisième titre dans la compétition.

## Juin

### Coupe d'Europe de rugby
Le club de Parme a gagné sur le terrain des Dragons de Newport 24-15 vendredi 2 juin en playoffs d'accession pour la Heineken Cup. L'édition 2006-2007 de la H-Cup verra pour la première fois trois formations italiennes (Trevise, Calvisano et Parme) disputer la plus prestigieuse des coupes d'Europe de rugby.

### Top 14
- 1/2 finales, les 2 et 3 juin 2006
  - Biarritz olympique - USA Perpignan : 12-9
  - Stade toulousain - Stade français Paris : 12-9
- Finale, le 10 juin 2006
  - Biarritz olympique - Stade toulousain : 40-13[3].

### Match International
- 3 juin : Springboks 30-27 XV Mondial à Johannesbourg

### Pro D2 2005-2006
- 4 juin 2006
  - Finale d'accession au TOP 14
- Albi - Dax 12-6

### Test Matchs
- 10 juin
  - Nouvelle-Zélande - Irlande : 34-23, à Hamilton
  - Afrique du Sud - Écosse : 36-16, à Durban
- 11 juin
  - Japon - Italie : 6-52, à Tokyo
  - Australie - Angleterre : 34-3, à Sydney
  - Argentine - Pays de Galles : 27-25, à Puerto Madyrn
- 17 juin
  - Roumanie - France : 14-62, à Bucarest
  - Fiji - Italie : 29-18, à Lautoka
  - Nouvelle-Zélande - Irlande : 27-17, à Auckland
  - Australie - Angleterre: 43-18, à Melbourne
  - Afrique du Sud – Écosse : 29-15, à Port Elizabeth
  - Argentine – Pays de Galles : 45-27 à Buenos Aires
  - Samoa - Japon : 53-9, à New Plymouth
- 24 juin
  - Australie - Irlande : 37-15 à Perth
  - Afrique du Sud – France : 26-36 au Cap
  - Argentine – Nouvelle-Zélande : 19-25 à Buenos Aires
  - Fidji – Samoa : 23-20 à Suva

### Championnat du monde des moins de 21 ans
- 21 juin : l'équipe de France domine l'Australie en demi-finale (32-17)
- 25 juin : victoire 24 à 13 contre l'Afrique du Sud en finale ce qui permet à  l'Équipe de France d'être sacrée championne du monde des moins de 21 ans[4].

## Juillet
- Samedi 8 juillet :
  - l'Argentine s'est qualifiée samedi pour la Coupe du Monde 2007 en France grâce à sa victoire sur l'Uruguay 26 à 0. Elle retrouvera… les Français pour le match d'ouverture.
  - Tri-nations : Nouvelle-Zélande - Australie 32 - 12
- Samedi 15 juillet 2006
  - Tri-nations 2006 : l'Australie remporte le deuxième match de ce tri-nations en battant l'Afrique du Sud à Brisbane sur le score sans appel de 49 à 0.
- Samedi 22 juillet 2006
  - Tri-nations : Nouvelle-Zélande - Afrique du Sud 35-17
  - Victoire (43-15) sur le Chili, samedi, à Montevideo, pour l'Uruguay qui continue à rêver : elle a le droit d'affronter en match de repêchage le perdant du match  Canada-États-Unis, disputé le 12 août prochain à Saint-John's, au Canada.

Le vainqueur du match Canada-États-Unis est qualifié pour la phase finale de la Coupe du monde 2007 en France, dans la poule B aux côtés de l'Australie, du Pays de Galles et des Fidji.
Le vainqueur du match de repêchage intégrera lui la poule A avec l'Angleterre, tenante du titre, l'Afrique du Sud et les Samoa.
- Samedi 29 juillet:
  - Tri-nations 2006 : La Nouvelle-Zélande bat l'Australie par 13-9 à Brisbane

## Août

### Samedi 5 août
- Tri-nations 2006 : L'Australie a battu l'Afrique du Sud par 20-18 à Sydney

### Samedi12 août
- Canada 56 - 7  États-Unis

 Uruguay jouera le Tour 4 contre  États-Unis (barrage).
 Canada (Amériques 2) qualifié pour la Coupe du monde.

### Vendredi18août2006
- - Première journée du Top 14 : c'est parti !
- Biarritz - Clermont : 29-24

### Samedi19août2006
- - La Nouvelle-Zélande bat l'Australie à l'Eden Park de Auckland par 34-27 et remporte le Tri-nations 2006.
  - Première journée du Top 14 :
- Agen - Bourgoin : 18-6
- Brive - Stade toulousain : 9-24
- Albi - Bayonne : 24-12
- Montauban - Narbonne : 41-20
- Perpignan - Castres : 20-16
- Stade français - Montpellier : 52-20

### Vendredi25août2006
- - Deuxième journée du Top 14 :
    - Montpellier - Agen 26-7
    - Castres - Stade Français 16-26
- Suite de la Air New Zealand Cup 2006, semaine 5 du 25 au 27 août

### Samedi26août2006
- - Tri-nations 2006 : la Nouvelle-Zélande bat l'Australie à Pretoria par 45-26.
  - Deuxième journée du Top 14 :
    - Bourgoin - Brive 42-17
    - Toulouse - Albi 23-0
    - Bayonne - Montauban 9-20
    - Narbonne - Biarritz 25-18
    - Clermont - Perpignan 25-12

### Mercredi30août2006
- - Troisième journée du Top 14 :
    - Albi -	Bourgoin-Jallieu 21-18
    - Biarritz - Bayonne 54-0
    - Perpignan - Narbonne 45-6
    - Stade français - Clermont-Auvergne 45-13
    - Montpellier - Castres 20-17
    - Agen - Brive 22-16
    - Montauban - Toulouse 19-24

### Jeudi31août2006
- - Première journée de la Coupe du monde de rugby féminine 2006 :
    -  France -	 Irlande 43-0
    -  Nouvelle-Zélande -  Canada 66-7
    -  Espagne -  Écosse 0-24
    -  Kazakhstan -  Samoa 5-20
    -  Australie -  Afrique du Sud 68-12
    -  Angleterre -  États-Unis 18-0

## Septembre
- Suite de la Air New Zealand Cup 2006, semaine 6 du 1 au 3 septembre

### Samedi2 septembre
- Tri-nations 2006 : l'Afrique du Sud bat la Nouvelle-Zélande par 21-20 au Royal Bafokeng Stadium à Rustenburg.
- Le Championnat de France de rugby Pro D2 2006-07 a débuté le 2 septembre 2006.

### Dimanche3 septembre2006
- Quatrième journée du Top 14

Narbonne - Stade français : 24-33

Bourgoin – Montauban : 35-22

Bayonne - Perpignan : 9-20 

Clermont – Montpellier : 55-7

Castres – Agen :31-26

Brive – Albi : 6-3

Toulouse - Biarritz : 20-3
- Suite de la Air New Zealand Cup 2006, semaine 6 du 1 au 3 septembre

### Lundi4 septembre 2006
- Deuxième journée de la Coupe du monde de rugby féminine 2006 :

 Nouvelle-Zélande -  Samoa 50-0 

 Irlande -  États-Unis 11-24

 Kazakhstan -  Écosse 17-32 

 Angleterre -  Afrique du Sud 74-8

 Australie -  France 10-24

 Espagne -  Canada 0-79

### Vendredi8 septembre 2006
- Troisième journée de la Coupe du monde de rugby féminine 2006 :

 Espagne -  Samoa 14-12

 Irlande -  Afrique du Sud 37-0

 Kazakhstan -  Canada 5-45

 Australie -  États-Unis 6-10

 Nouvelle-Zélande -  Écosse 21-0

 Angleterre -  France 27-8

### Samedi9 septembre2006
- Tri-nations 2006 : l'Afrique du Sud bat l'Australie 24-16 à l'Ellis Park Stadium de Johannesbourg.

- Suite de la Air New Zealand Cup 2006, semaine 7 du 8 au 10 septembre

#### 5ejournéeduTop 14
Vendredi 8 septembre 

Biarritz - Bourgoin : 12-6 

Samedi 9 septembre 

USAP - Stade toulousain : 30-17

Agen - Albi : 32-3 

Castres - Clermont : 13-9 

Montauban - Brive : 21-20 

Montpellier - Narbonne : 33-10

Stade français - Bayonne : 48-29
- Suivez aussi chaque semaine le Championnat de France de rugby Pro D2 2006-07

### Mardi12 septembre 2006
Demi-finales de la Coupe du monde de rugby féminine 2006 : 
 Nouvelle-Zélande -  France 40-10 

 Angleterre -  Canada 20-14

### Vendredi 15 septembre
- 6e journée du Top 14

Bourgoin - USAP 22-3

### Samedi 16 septembre
- 6e journée du Top 14

Stade toulousain - Stade français : 12-16 

Narbonne - Castres : 39-17 

Clermont - Agen : 20-3 

Bayonne - Montpellier : 25-20 

Albi - Montauban : 12-10 

Brive - Biarritz : 14-21

### Dimanche17 septembre 2006
Finale de la Coupe du monde de rugby féminine 2006 : 

 Nouvelle-Zélande -  Angleterre 25-17
3e place: 

 France -  Canada 17-8 

### Vendredi 22 septembre
- 7e journée du Top 14

Montpellier - Stade toulousain 9 - 9

### Samedi 23 septembre 2006
- 7e journée du Top 14

Stade français - Bourgoin ; 41-27

USAP - Brive : 24-13

Castres - Bayonne : 39-15

Biarritz - Albi : 20-6

Clermont - Narbonne : 43-0

Agen - Montauban : 13-9

### Mardi 26 septembre 2006
- 8e journée du Top 14

Brive - Stade français : 6-21 

Stade toulousain - Castres : 35-3 

Narbonne - Agen : 33-18 

Bourgoin - Montpellier : 25-3 

Montauban - Biarritz : 19-13 

Bayonne - Clermont : 24-13

Albi - USAP : 16-7

### Samedi 30 septembre 2006
- 9e journée du Top 14

Agen - Biarritz : 20-18

USAP - Montauban : 13-18

Narbonne - Bayonne : 25-12

Castres - Bourgoin : 18-16

St. Français - Albi : 25-12

Montpellier - Brive : 12-17

Clermont - Toulouse : 46-9

## Octobre

### Vendredi 6 octobre 2006
Top 14 : 10e journée
US Montauban - Stade français Paris : 15-9

### Samedi 7 octobre 2006
Biarritz olympique - USA Perpignan : 25-10
Stade toulousain - RC Narbonne : 40-34
Aviron bayonnais - SU Agen : 19-15
CA Brive - Castres olympique : 22-15
SC Albi - Montpellier RC : 15-9
CS Bourgoin-Jallieu - ASM Clermont : 22-28
Coupe du monde 2007 : Qualifications Europe
 Italie -  Portugal : 83-0
 Roumanie -  Géorgie : 28-8
Coupe du monde 2007 : Qualifications Amériques
 Uruguay 13 - 42  États-Unis (23/9/2007)
 États-Unis 33 - 7  Uruguay (7/10/2007)
Le vainqueur  États-Unis (Amériques 3) est qualifié pour la Coupe du monde de rugby 2007.
Currie Cup : demi-finales (7 octobre 2006)
Blue Bulls-Western Province : 45-30
Free State Cheetahs-Natal Sharks : 30-14
Air New Zealand Cup : quarts de finale (7 octobre 2006)
Auckland-Bay of Plenty : 45-30
Wellington-Canterbury : 46-14
Waikato-Southland : 24-12
Otago-North Harbour : 56-21

### Vendredi 13 octobre 2006
Top 14 :
- SU Agen||USA Perpignan||6-13

### Samedi 14 octobre 2006
- RC Narbonne - CS Bourgoin-Jallieu 20-23
- Castres olympique - SC Albi 16-19
- Stade français Paris - Biarritz olympique 22-16
- ASM Clermont - CA Brive 44-3
- Aviron bayonnais - Stade toulousain 9-20
- Montpellier RC - US Montauban 19-17

| Air New Zealand Cup 2006 : finale |       |            |
|                                   |       |            |
| Waikato                           | 37-31 | Wellington |

Waikato remporte le deuxième titre de champion des provinces de Nouvelle-Zélande de son histoire après celui de 1992. Malgré un essai, Tana Umaga n’arrivera pas à Toulon en vainqueur.

### 20,21 et 22 octobre 2006
| Coupe d'Europe : 1re journée |                     |       |                      |    |
| du 20 à 22 octobre 2006      |                     |       |                      |    |
| sam 21/10                    | Benetton Trévise    | 10-25 | USA Perpignan        | P1 |
| dim 22/10                    | London Wasps        | 19-13 | Castres olympique    | P1 |
| ven 20/10                    | SU Agen             | 19-17 | Edinburgh            | P2 |
| sam 21/10                    | Leinster            | 37-20 | Gloucester RFC       | P2 |
| ven 20/10                    | Ospreys             | 17-16 | Sale Sharks          | P3 |
| sam 21/10                    | Rugby Calvisano     | 10-45 | Stade français Paris | P3 |
| sam 21/10                    | CS Bourgoin-Jallieu | 6-13  | Cardiff RFC          | P4 |
| dim 22/10                    | Leicester Tigers    | 19-21 | Munster              | P4 |
| sam 21/10                    | Ulster              | 30-3  | Stade toulousain     | P5 |
| ven 20/10                    | London Irish        | 25-32 | Llanelli Scarlets    | P5 |
| dim 22/10                    | Biarritz olympique  | 22-10 | Northampton Saints   | P6 |
| ven 20/10                    | Border Reivers      | 35-3  | Overmarch Parme      | P6 |

### 27,28 et 29 octobre 2006
Coupe d'Europe de rugby à XV 2006-2007 2e match de poule :
- - 27 octobre
- Castres olympique - Benetton Trévise 41-22
- Sale Sharks - Rugby Calvisano 67-11
- Llanelli Scarlets - Ulster 21-15
  - 28 octobre
- USA Perpignan - London Wasps 19-12
- Gloucester RFC - SU Agen 26-32
- Stade français Paris - Ospreys 27-14
- Munster - CS Bourgoin-Jallieu 41-23
- Rugby Parme - Biarritz olympique 7-50
- Northampton Saints - Border Reivers 37-13
  - 29 octobre
- Edinburgh - Leinster 25-24
- Cardiff Blues - Leicester Tigers 17-21
- Stade toulousain - London Irish 37-17

Coupe du monde 2007 : Qualifications Europe
28/10/2006  Portugal -  Russie 26 - 23
29/10/2006  Géorgie -  Espagne 37-23
 Portugal,  Géorgie qualifiées pour le Tour 6.
Coupe du monde 2007 : Qualifications Afrique
28/10/2006  Namibie -  Maroc 25-7

## Novembre
- le 3 novembre 2006

Top 14

- SC Albi - ASM Clermont 6-27

- le 4 novembre 2006

Tournées d'automne : 

 Pays de Galles -  Australie 29-29
Championnat de France de rugby 2006-07

- USA Perpignan - Stade français Paris 11-10
- CS Bourgoin-Jallieu - Aviron bayonnais : 27-3
- CA Brive - RC Narbonne : 23-21
- US Montauban - Castres olympique : 9-6
- Biarritz olympique - Montpellier RC : 37-11
- SU Agen - Stade toulousain : 24-16

Top 14
- le 5 novembre 2006

Tournées d'automne : 

 Angleterre -  Nouvelle-Zélande 20-41
- le 10 novembre 2006

Top 14

- Stade toulousain - CS Bourgoin-Jallieu 25-15

- le 11 novembre 2006

Top 14

- - Stade français - Agen : 31-8
  - Bayonne - Brive : 29-6
  - Narbonne - Albi : 50-12
  - Montpellier - USAP : 12-15
  - Castres - Biarritz : 12-16
  - Clermont - Montauban : 27-16
  - Coupe du monde 2007 : Qualifications Europe
- Géorgie -  Portugal : 17 - 3
  - Coupe du monde 2007 : Qualifications Afrique
- Maroc -  Namibie : 7-25

La Namibie se qualifie pour la phase finale
- Tournées d'automne

 France -  Nouvelle-Zélande : 3-47 

 Angleterre -  Argentine : 18-25 

 Italie -  Australie : 18-25

 Écosse -  Roumanie : 48-6 

 Irlande -  Afrique du Sud : 32-15 

 Pays de Galles - Pacific Islanders : 38-20 
- le 17 novembre

Tournées d'automne

 Pays de Galles -  Canada : 61-26 
Top 14

Montpellier - St. Français : 25-13
- le 18 novembre

Clermont - Biarritz : 25-17 

St. Toulousain - Brive : 26-29 

Bayonne - Albi : 15-9 

Narbonne - Montauban : 37-33 

Bourgoin - Agen : 31-18 

Castres - USAP : 19-13
Tournées d'automne

 France -  Nouvelle-Zélande : 11-23 

 Angleterre -  Afrique du Sud : 23-21 

 Italie -  Argentine : 16-23

 Écosse - Sélection du Pacifique : 34-22 
Coupe du monde de rugby à XV 2007 - Qualifications Asie 

 Japon 52 - 3  Hong Kong
- le 19 novembre

Tournées d'automne

 Irlande -  Australie : 21-6
- le 21 novembre:

Coupe du monde de rugby à XV 2007 - Qualifications Asie 

 Hong Kong 5 - 23  Corée du Sud
Coupe du monde de rugby à XV 2007 - Qualifications Asie
- le 21 novembre:

 Hong Kong 5 - 23  Corée du Sud
- le 25 novembre:

 Corée du Sud 0 - 54  Japon
Le  Japon se qualifie directement pour la Coupe du monde. Le deuxième (Asie 2) * Corée du Sud affrontera Océanie 3 ( Tonga) pour une place qualificative.
- le 25 novembre:

Coupe du monde de rugby à XV 2007 - Qualifications Europe 

La Géorgie est le dernier qualifié en Europe, après avoir éliminé le Portugal en matchs aller et retour.
- le 24 novembre:

Top 14

Stade Français - Castres : 43-18

Albi - Toulouse : 13-13
- le 25 novembre:

Brive - Bourgoin : 28-3

Montauban - Bayonne : 17-18

Biarritz - Narbonne : 42-14 

Agen - Montpellier : 14-9 

Perpignan - Clermont : 32-15 

Tournées d'automne

 France -  Argentine : 27-26

 Italie -  Canada : 41-6

 Angleterre -  Afrique du Sud : 14-25

 Écosse -  Australie : 15-44

 Pays de Galles -  Nouvelle-Zélande : 10-45
- le 26 novembre

 Irlande - Sélection du Pacifique : 61-17

## Décembre
- le 1er décembre

Top 14

Bayonne – Biarritz : 11-15

- le 2 décembre

Clermont – St. Français : 29-17

St. Toulousain – Montauban : 30-21

Brive – Agen : 19-13

Castres – Montpellier : 51-13

Bourgoin – Albi : 36-11

Narbonne - USAP : 15-19
- le 8 décembre

Coupe d'Europe de rugby à XV 2006-2007 

CS Bourgoin-Jallieu - Leicester Tigers : 13-28
- le 9 décembre

Border Reivers - Biarritz olympique: 0-25 

Rugby Parme - Northampton Saints: 21-68 

Rugby Calvisano - Ospreys: 27-50 

Castres olympique - USA Perpignan: 36-28 

Gloucester RFC - Edinburgh: 38-22 

Leinster - SU Agen: 26-10 

Llanelli Scarlets - Stade toulousain: 20-19 

London Irish - Ulster: 29-13 
- le 10 décembre

London Wasps - Benetton Trévise : 55-0 
 Cardiff Blues - Munster: 12-22
Stade français Paris - Sale Sharks: 27-16 
- le 15 décembre

Coupe d'Europe de rugby à XV 2006-2007
Ospreys - Rugby Calvisano: 26-9 

Ulster - London Irish: 29-13 

USA Perpignan - Castres olympique: 30-3 
- le 16 décembre

Benetton Trévise - London Wasps: 5-71 

Stade toulousain - Llanelli Scarlets:34-41 

Leicester Tigers - CS Bourgoin-Jallieu: 57-3 

Northampton Saints - Rugby Parme: 36-0 

SU Agen - Leinster: 13-25 

Munster - Cardiff Blues: 32-18 
- le 17 décembre

Edinburgh - Gloucester RFC: 14-31 

Biarritz olympique - Border Reivers: 27-17 

Sale Sharks - Stade français Paris: 12-6
- le 22 décembre

Top 14

Agen - Castres : 20-9
- le 23 décembre

USAP - Bayonne : 36-30

Albi - Brive : 19-3 

Montpellier - Clermont : 18-31

Stade français - Narbonne : 41-0

Biarritz - Stade toulousain : 16-21

Montauban - Bourgoin : 26-17 

## Principaux décès
- 27 janvier : Maurice Colclough, joueur de rugby à XV anglais, 52 ans
- 1er février : Décès de Guy Basquet, joueur de rugby à XV français, 84 ans[1]
- 23 mars : Jean Desclaux, joueur de rugby à XV français, 84 ans
- 15 avril : Décès d'Yves Bergougnan, joueur de rugby à XV français, 82 ans
- 28 décembre : Tiny Naude, joueur de rugby à XV sud-africain, 70 ans